# 쇼니 가게스케
쇼니 가게스케(일본어: 少弐 景資 しょうに かげすけ[*])는 일본 가마쿠라 시대(鎌倉時代) 중기의 무장(武将) ・ 고케닌(御家人)이다. 쇼니 씨 2대 당주 쇼니 스케요시(少弐資能)의 셋째 아들로 원나라의 일본 원정 당시 출전해 분전하였다.

## 생애
원나라의 일본 원정 당시 대장군(大将軍)으로써 규슈(九州) 지역의 고케닌들을 지휘하였으며, 아버지 스케요시나 형 쓰네스케(経資)와 함께 몽골군과 싸웠다. 《하치만 구도훈》(八幡愚童訓)에 따르면 분에이(文永) 11년(1274년) 제1차 일본 원정(일본명 : 분에이의 역文永の役)에서 가게스케는 10월 20일 하카타 만(博多湾) 연안에서의 전투에서 '작금의 대장군'(日の大将軍)이라 칭송되었으며, 그의 노토(郎党)가 몽골군 부사령관의 한 사람이었던 정동좌부도원수(征東左副都元帥) 유복형(劉復亨)으로 추정되는 유장공(流将公)이라는 인물을 화살로 쏘아 쓰러뜨리는 큰 공을 세웠다고 한다. 고안(弘安) 4년(1281년) 제2차 일본 원정(일본명: 고안의 역弘安の役)에도 가게스케가 참전해 분전하였다.
아버지 스케요시 사후 형 쓰네스케와 가독을 놓고 분쟁이 벌어졌다. 고안 8년(1285년) 가마쿠라(鎌倉)에서 당시 막부 정치를 주도하고 있던 유력 고케닌 아다치 야스모리(安達泰盛)와 호조 도쿠소케(得宗家)의 측근이었던 나이간레이(内管領) 다이라노 요리쓰나(平頼綱)가 대립했던 시모쓰키 소동(霜月騒動)으로 아다치 야스모리가 다이라노 요리쓰나에게 멸망당했고, 난의 영향은 규슈로까지 번졌다. 가게스케는 야스모리측에 가담해 야스모리의 둘째 아들로 앞서 몽골 침공 당시 규슈로 낙향해 있던 히고국(肥後国)의 슈고다이(守護代) ・ 아다치 모리무네(安達盛宗)에 내응하여 지쿠젠국(筑前国)의 거성(居城) 이와토 성(岩門城)에서 거병하였고, 요리쓰나측에 가담했던 형 쓰네스케의 공격으로 이와토 성에서 패하고 전사하였다(이와토 합전岩門合戦). 향년 40세.

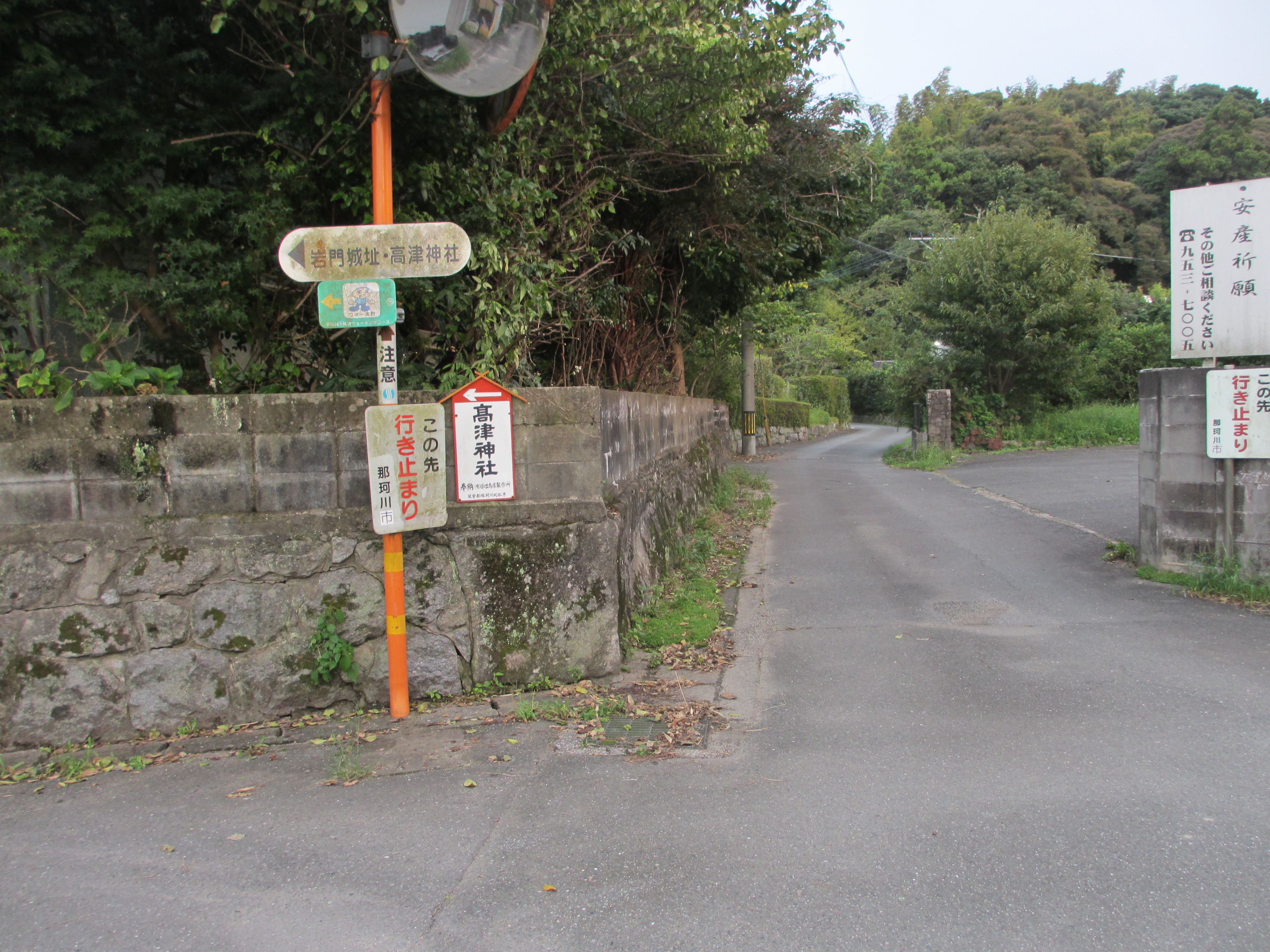
이와토 성터로 가는 표식

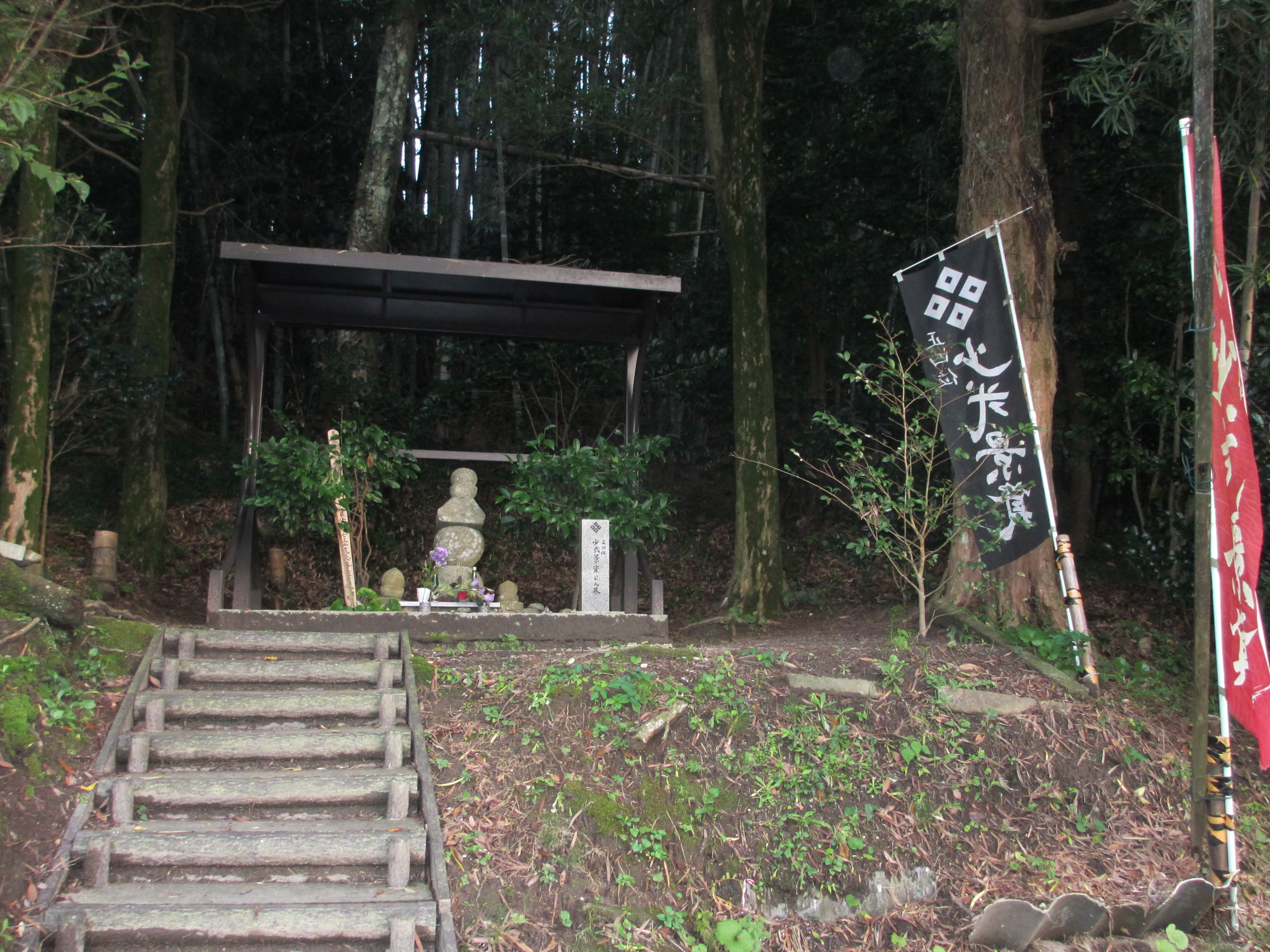
쇼니 가게스케의 무덤.

이와토 합전은 시모쓰키 소동이 지방으로까지 미친 파급력을 보여주는 동시에 규슈 지역을 지배하던 쇼니 씨 내부의 대립이기도 하였다. 당시 지쿠젠의 미즈키 씨(水城氏)、하코자키 사(箱崎社)의 집행(執行)이었던 나리나오(成直), 부젠(豊前)의 다카나미 씨(高並氏) 그리고 가네다(金田) ・ 나가토시 씨(永利氏), 간 씨(筧氏) 등이 가게스케-모리무네를 지지했던 것과 달리, 무토 씨(武藤氏) 일족 외에도 지쿠젠의 노스케 씨(野介氏), 아오키 씨(青木氏), 사에키 씨(佐伯氏), 부젠의 우쓰노미야 씨(宇都宮氏), 히젠의 시라이시 씨(白石氏) ・ 도토로키 씨(土々呂木氏), 마다라 씨(斑島氏), 마쓰라 씨(松浦氏) 등이 쓰네스케를 지지했다. 히젠의 슈고를 맡고 있던 것은 호조 도쿠소케의 호조 도키사다(北条時定)로 현지로 낙향하여 쓰네스케 및 그에 가담한 규슈 지역 고케닌들을 지휘하였을 것으로 추정되고 있다. 히젠 고케닌 가운데 아다치를 지지하지 않는 자들이 많았던 것은 가마쿠라에 대한 직소(直訴)가 금지되어 규슈 현지에 파견되어 있던 도키사다에게 소령(所領) 문제를 의뢰하는 자들이 몰렸고, 시모쓰키 소동이 벌어지기 한 달 전에 고안 개혁(弘安改革)이라는 개혁으로 설치되어 있던 이른바 '진제이 특수합의소송 기관'(鎮西特殊合議訴訟機関)에 대한 불만을 품고 있었기 때문으로 보이고 있다.
《역대진서지》(歴代鎮西志)에는 “고안 8년 을유(1285년)에 다자이 부젠노카미(太宰豊前守) 모리우지(盛氏)쇼니 집안의 사제(舎弟, 동생)로 처음 이름을 사부로 사에몬노이 가게스케(三郎左衛門景資)라 한다, 이와토 성에 살고 있어 몽고 합전의 공을 믿고 적통을 찬탈하려는 뜻이 있어 병사를 모아 성을 수리하였다. 도독부사(都督府司)、관내의 무사를 보내 이와토를 쳐서 성주가 사망하기에 이르렀다.”라고 기록하고 있는데, 만년에 아다치 야스모리의 이름자 ‘모리’(盛)를 받아서 모리우지(盛氏)로 이름을 바꾸었다는 설도 있다. 『역대진서지』에만 가게스케가 형 쓰네스케로부터 소료(惣領) 자리를 빼앗고자 하였다는 것이 언급되는데, 계도류 기록에서는 "조 도노(城殿)가 있던 이와토 성에서 할복하였다" "이와토 성에서 소료에 맞서 반역하다 조 씨와 함께 추토되어 죽었다"라고 되어 있어, 앞에서 서술한 대로 아다치 모리무네(통칭 쇼지로城次郎)와의 관계 때문에 처형되었음이 시사되고 있다.
전투가 있고 이듬해 쇼니 가게스케와 그 노토들의 옛 영지가 요리쓰나측 무사들에게 ‘은상’으로 하사되었으며, 이와 동시에 4년 전 제2차 일본 원정(고안의 역)에서의 은상 명목으로 25명의 무사들에게도 똑같이 지급이 이루어졌다. 몽골과의 전투에서 공적을 세운 무사들에게 은상으로 지급할 땅이 부족한 것에 고민하고 있었고 아울러 규슈 지배를 강화하려 했던 막부로써는 이와토 합전은 절호의 사건이기도 하였다.
또한 이 전투의 결과로 쇼니 씨의 세력은 쇠퇴하였으며, 진제이 단다이(鎮西探題)가 설치되어 호조 도쿠소의 규슈 지배가 강화되었다.

## 참고 자료
- (일본어) 『손피빈먀쿠』(尊卑分脈)
- (일본어)『하치만 구도훈』(八幡愚童訓, 갑종본甲種本、1류一類)
- (일본어)『부쓰 정사 고대~근대 초두편』(豊津町史 古代～近代初頭編, 부쓰 정豊津町, 1997년)　→ 사이트에서 열람할 수 있습니다.
- (일본어) 佐伯弘次　『日本の中世〈9〉 モンゴル襲来の衝撃』 中央公論新社 2003年
- (일본어) 福島金治　『安達泰盛と鎌倉幕府 - 霜月騒動とその周辺』　有隣新書、2006年

## 등장 작품
- 고쿠난(国難) - 1920년, 영화, 역 : 기쿠치 다케나리(菊地武成)
- 호조 도키무네(北条時宗) - 2001년、NHK 대하드라마, 역 : 가와노 타로(川野太郎)
- 앙골모아 원구전투기(アンゴルモア 元寇合戦記) - 2018년, 테레비아니메, 역 : 다치바나 신노스케(立花慎之介)

## 같이 보기
- 몽고습래회사